# Bandaraji
Bandaraji is een bestuurslaag in het regentschap Lahat van de provincie Zuid-Sumatra, Indonesië. Bandaraji telt 1178 inwoners (volkstelling 2010).